# DJ WILDPARTY
DJ WILDPARTY（DJ ワイルドパーティ、略称: ワイパ、1988年3月12日 - ）は、日本のDJ、作曲家、編曲家。神奈川県出身。株式会社一二三所属。
トイプードルとホワイトタイガーとともにDJユニット「OL Killer」としても活動している。また、USAOとともにDJユニット「Shot Bass Idiots」としても活動している。

## 概要
神奈川県横浜市出身。2人の兄の影響を受け、18歳の頃からDJ活動を始める。当初はブレイクコアやエレクトロニカ、ブレイクビーツといったジャンルでのDJ活動だった。その後、DJバー「秋葉原MOGRA」で活動をするようになる。2012年、初のメジャーリリースとなる『MOGRA MIX VOL.1 mixed by DJ WILDPARTY』をリリースした。同年には、ロサンゼルスで開催されたアニメ・エキスポに出演した。現在もアニソンDJとして幅広く活動を行っている。

## 参加作品

### ミックスCD
- EMI『MOGRA MIX VOL.1 mixed by DJ WILDPARTY』（2012年[8]）
- DJ WILDPARTY『VS. [Versus]』（2013年[10]）
- BIGBANG『BIGBANG NON STOP MEGA MIX mixed by DJ WILDPARTY』（2013年[11]）
- でんぱ組.inc『TSUTAYA Limited NON STOP MIX』（2013年[12]）
- T-Palette Records『T-Palette Records 3rd Anniversary Mix ～Far Beyond The Dream～Selected & Mixed by DJ WILDPARTY』（2014年[13]）
- ポニーキャニオン『ULTRA ORANGE MIX!! 01 ～P's ANISONG～』（2015年[14]）
- ワーナー・ブラザース・ホームエンターテイメント『ANIME-THEME SONG SUPER MIX by DJ WILDPARTY』（2015年[15]）
- タルトタタン『ON & THROUGH mixed by DJ WILDPARTY』（2015年[16]）
- フライングドッグ『DOG RUN!!』（2019年[17]）

### リミックス
- Shiggy Jr.「LISTEN TO THE MUSIC」（2014年[18]）
- アイカツ!『AIKATSU! ANION "NOT ODAYAKA" Remix』（2018年[19]）
- 『THE IDOLM@STER LIVE THE@TER PERFORMANCE Remix 04』（2021年[20]）
- 『THE IDOLM@STER LIVE THE@TER HARMONY Remix 03』（2022年[21]）

### 編曲
- 樋口楓『AIM』収録楽曲「ステレオアイデンティティ」（2020年[注 1][22]）

### モデル
- 漫画『とんかつDJアゲ太郎』（グッズ[23]）

## 参加イベント
- 『アニメ・エキスポ』（2012年7月[1]）
- 『フジロックフェスティバル』（2012年7月[注 2][24]、2018年7月[注 3][25]）
- 『AnimeJapan』（2014年3月[26]、2015年3月[27]、2017年3月[28]、2019年3月[29]）
- 『ニコニコ超会議3』（2014年4月[30]）
- ご注文はうさぎですか？『ご注文はDJ Nightですか？？』（2018年1月[9]、2018年12月[31]、2020年6月[32]）
- 『エレクトロックス』（2016年1月[33]）
- 『加賀温泉郷フェス』（2018年5月[34]）
- にじさんじ『にじさんじ Music Festival 〜Powered by DMM music〜』（2019年10月[35]）
- バンダイナムコエンターテインメント『ASOBINOTES ONLINE FES』（2020年6月[36]）

## 著作
- 『GROOVE presents 秋葉系DJの教科書』リットーミュージック、2014年8月25日。ISBN 9784845624638。（一部寄稿[37]）